# Philip Sidney
Philip Sidney, född 30 november 1554 i Penshurst, grevskapet Kent, död 17 oktober 1586, engelsk författare och soldat.

## Biografi
Sidneys mor var syster till Robert Dudley, som var en av drottning Elisabet I:s gunstlingar. Han blev parlamentsledamot 1581 och adlades 1583. 1585 utnämndes han till guvernör i Flushing i Nederländerna. Han dödades i Zutphen 1586 under en batalj mot Spanien. Efter hans död utgavs 1590 en samling sonetter han skrivit, Astrophel and Stella, 1591 prosasamlingen Arcadia (där kvinnonamnet Pamela så att säga "uppfanns") samt 1595 Apologie for Poetrie, den allra första brittiska litteraturkritiken.
Sidneys sonetter kan fortfarande användas som introduktion till renässanslitteraturen.
Sidney är begravd i St Pauls Cathedral, London.